# Crosbyella tuberculata
Crosbyella tuberculata is een hooiwagen uit de familie Phalangodidae.